# All Tomorrows
All Tomorrows: A Billion Year Chronicle of the Myriad Species and Mixed Fortunes of Man (traducibile come "Tutti i Domani: Una Cronaca di un Miliardo di Anni della Miriade di Specie e delle Miste Fortune dell'Uomo") è un'opera di evoluzione speculativa scritta e illustrata dall'artista turco C. M. Kosemen sotto lo pseudonimo Nemo Ramjet e pubblicata il 4 ottobre 2006 in formato digitale (e-book). L'opera esplora un ipotetico percorso dell'evoluzione umana fino a un miliardo di anni nel futuro, nel corso dei quali specie umane e post-umane si evolvono naturalmente o tramite ingegneria genetica. Quest'ultima è praticata sia dagli umani stessi sia dai Qu, esseri appartenenti ad una misteriosa e superiore specie aliena che costituiscono i principali antagonisti dell'opera.
Ispirandosi alle opere di fantascienza di Olaf Stapledon e alla Storia della decadenza e caduta dell'impero romano di Edward Gibbon, Kosemen ha iniziato la stesura di All Tomorrows nel 2003, per poi distribuire l'opera gratuitamente nel 2006 in formato PDF. Pur non essendo mai stato pubblicato in cartaceo, il libro vanta una discreta popolarità su internet, in particolare a partire dall'estate del 2021. Visto il successo riscosso, Kosemen si è detto disponibile a ripubblicare All Tomorrows in formato cartaceo, con testo e illustrazioni aggiornati. L'opera, originariamente scritta in lingua inglese, è stata tradotta in lingua russa da Pavel Volkov tra il 2009 ed il 2010.

## Trama
Dopo la colonizzazione di Marte, una breve ma catastrofica guerra civile ha luogo tra il pianeta rosso e la Terra. Raggiunta infine la pace - dopo che l'umanità è giunta ad un passo dall'estinzione - un'iniziativa di colonizzazione su larga scala viene portata avanti in tutta la galassia da umani appositamente modificati tramite ingegneria genetica e per questo noti ai posteri come gli "uomini delle stelle" (Star People).
L'umanità raggiunge dunque il suo punto più alto, inaugurando un'età dell'oro nota ai posteri come "l'estate dell'uomo" (Summer of Man). Questa ha tuttavia un brusco termine a causa dell'avvento di una razza aliena nomade, malevola e tecnologicamente superiore - i Qu. La religione di questa atavica razza aliena si fonda sulla volontà di ricreare l'intero universo vivente tramite l'ingegneria genetica. Segue dunque una breve guerra in cui l'umanità viene facilmente sconfitta e sottomessa, in seguito alla quale i Qu bioingegnerizzano gli umani sopravvissuti in una serie di nuove, raccapriccianti specie, molte delle quali non senzienti. Questa miriade di specie post-umane viene dunque lasciata ad evolversi autonomamente, in quanto i Qu - dopo quaranta milioni di anni di dominazione incontrastata - abbandonano la galassia per proseguire altrove la loro missione. Gli umani bioingegnerizzati spaziano da umani simili a vermi (Worms), ai cosiddetti insettofagi (Insectophages), fino alle specie modulari e cellulari. Il libro segue dunque le mille peripezie di questa pletora di nuove specie post-umane mentre si estinguono o riacquistano l'intelligenza perduta in vari modi, riscoprendo così il loro comune passato.
Molto tempo dopo, alcuni post-umani, i cosiddetti infestatori delle rovine (Ruin Haunters) - così chiamati in quanto il loro pianeta è l'unico in cui esistono ancora consistenti rovine degli uomini delle stelle - sostituiscono i loro corpi con enormi e potenti macchine sferiche fluttuanti, rinominandosi dunque in gravitali (Gravitals). Questi, essendo il loro pianeta natale eventualmente destinato a divenire inospitale, colonizzano il resto della galassia. Nel fare ciò, annientano indiscriminatamente la maggior parte della vita al suo interno, comprese le altre specie post-umane, in quanto convinti di essere gli unici degni eredi degli uomini delle stelle. I temibili gravitali vengono a loro volta sconfitti dagli asteromorfi (Asteromorphs), vale a dire i discendenti dei pochi umani sfuggiti ai Qu in quanto rifugiatisi in habitat spaziali. I capitoli finali del libro s'incentrano dunque sulla definitiva rinascita dell'umanità come specie post-umana, il primo pacifico contatto della nuova umanità con la specie dominante di un'altra galassia, la riscoperta e l'eventuale sconfitta dei leggendari Qu, per poi concludersi con la riscoperta della Terra.
All Tomorrows termina con un'immagine dell'autore del libro, ovvero un alieno, che tiene in mano un teschio umano risalente ad un miliardo di anni addietro. Questi narra che tutte le specie umane sono scomparse oramai da un miliardo di anni, per ragioni ignote. L'autore continua affermando che la storia dell'umanità ha sempre riguardato le vite dei singoli uomini, non le grandi guerre o gli ideali astratti. L'autore conclude la narrazione incoraggiando dunque il lettore ad "Amare l'oggi, e cogliere tutti i domani!" (ovvero "Love Today, and seize All Tomorrows!"), da cui contemporaneamente il titolo ed il messaggio dell'opera.

## Le specie
L'opera di C.M. Kosemen trova suo principale fondamento nella quarantina di specie post-umane - e non solo - che l'autore ha ideato, meticolosamente illustrato e descritto una ad una. La prima delle nuove specie umane che viene presentata è quella dei marziani (Martians), ovvero gli abitanti della colonia terrestre di Marte, che nel corso dei secoli - non senza una buona dose di ingegneria genetica - sviluppano caratteristiche biologiche distinte da quelle dei vicini terrestri. Conclusasi la guerra civile tra i due pianeti, marziani e umani terrestri si riuniscono in un'unica specie, divenendo noti ai posteri come gli uomini delle stelle (Star People o Star Men), in quanto colonizzatori dell'intera galassia.
In seguito all'avvento dei Qu e alla riduzione in schiavitù dell'umanità, innumerevoli specie post-umane vengono create su ogni pianeta:
- I vermi (Worms), che si evolveranno negli uomini serpente (Snake People);
- I titani (Titans);
- I predatori (Predators) - che si evolveranno nelle genti assassine (Killer Folk) - e le prede saltatrici (Saltatorial prey);
- I mantilopi o uomini-antilope (Mantelopes - fusione di man, uomo, e antelopes, antilopi);
- I nuotatori (Swimmers), che si evolveranno negli allevatori di utensili (Tool Breeders);
- I pastori di lucertole (Lizard Herders), che si evolveranno negli animali servitori dei saurosapienti (Saurosapients);
- I tentatori (Temptors);
- Gli schiacciaossa (Bone Crushers);
- I coloniali (Colonials), che si evolveranno negli uomini modulari (Modular People);
- I volanti (Flyers), che si evolveranno negli pterosapienti (Pterosapiens);
- I battimani (Hand Flappers);
- Le genti cieche (Blind Folk);
- Gli irregolari (Lopsided), a cui succederanno gli uomini asimmetrici (Assymetric People), loro creazione e loro rovina;
- Gli ambulanti (Striders);
- I parassiti (Parasites) - che si evolveranno nei simbioti (Symbiotes) - e i loro portatori (Hosts);
- I dattilo-pescatori (Finger Fishers), che si evolveranno negli uomini vela (Sail People);
- Gli edonisti (Hedonists), creature libertine che si evolveranno nei satiri (Satyriacs);
- Gli insettofagi (Insectophagi), che si evolveranno negli insettoprosopi (Bug Facers);
- Gli spaziatori (Spacers), che si evolveranno negli asteromorfi (Asteromorphs);
- Gli infestatori di rovine (Ruin Haunters), che trascenderanno il proprio essere biologico in favore della forma meccanica dei gravitali (Gravitals);
- Alcune altre non descritte o illustrate, bensì solo menzionate indirettamente.

Di tutte le specie post-umane evolutesi sui rispettivi pianeti, solamente tre sopravvivono alla campagna genocida dei gravitali:
- I gravitali stessi, che fonderanno il cosiddetto "impero delle macchine" (The Machine Empire);
- Gli asteromorfi, che assumono caratteristiche simil-divine (God-Like Forms);
- Gl iinsettoprosopi, trasformati in cavie da laboratorio (Subjects) dai gravitali, in modo simile a quanto fatto decine di milioni di anni addietro dai Qu.

Con la vittoria degli asteromorfi sui gravitali, quattro sono dunque le specie post-umane rimaste nell'ormai unita galassia:
- Le cavie da laboratorio salvate (Rescued Subjects), che costituiscono oramai la maggior parte della popolazione umana;
- I terrestri (Terrestrials), versioni depotenziate degli dei asteromorfi che amministrano i pianeti più o meno efficacemente;
- Gli dei asteromorfi stessi (Asteromorph Gods), che presiedono sull'umanità dallo spazio e fanno sì che non ricapitino mai più violenze e conflitti inter- ed intra-specie;
- Le nuove macchine (New Machines), vale a dire i gravitali rimasti dopo la fine del conflitto, trasformati e riadattati dimodoché preservino la pace e l'armonia galattica.

Varie sono inoltre le specie non umane che vengono introdotte:
- I saurosapienti (Saurosapients), che tuttavia rientrano a pieno titolo nell'alveo degli eredi dell'umanità in quanto hanno avuto accesso sul loro pianeta natale alle rovine degli uomini delle stelle, di cui hanno ereditato lo spirito;
- Gli anficefali (Amphicephalus), ovvero la specie dominante in un'altra galassia con cui i post-umani entrano in contatto una volta raggiunta l'unità galattica, la cui peculiare conformazione fisica rivela un percorso evolutivo complesso tanto quanto quello umano;
- I Qu, l'antica e malevola razza aliena che cambia per sempre le sorti dell'umanità;
- I panderavis pandora, enormi creature simili a uccelli, cui rinvenimento archeologico costituisce un primo campanello d'allarme per l'umanità riguardo l'eventuale arrivo dei Qu. Si tratta infatti di una specie che, pur rinvenuta in un pianeta distante anni luce dalla Terra, è imparentata evolutivamente con i terizinosauri terrestri, il che appunto presuppone un significativo intervento alieno;
- La specie d'appartenenza dell'alieno narratore.

## Sviluppo e storia
Kosemen ha iniziato la stesura dell'opera nel 2003 per poi portarla a termine tre anni più tardi, nel 2006. Le opere di Olaf Stapledon, in particolare Infinito (1930) e Il costruttore di stelle (1937), sono servite come principale ispirazione per l'autore, assieme alla Storia della decadenza e caduta dell'impero romano (1776) di Edward Gibbon.
All Tomorrows è scritto nello stile di un'opera storica, narrata da una creatura aliena che racconta appunto la storia ricostruita di un'ormai antichissima ed estinta umanità. Secondo Kosemen, l'opera è da leggersi col tono di voce «di un liceale fanboy dell'opera Declino e caduta dell'impero romano di Gibbon». Anche il materiale grafico che accompagna l'opera riflette questo approccio storico-archeologico, in quanto i disegni sono volutamente sbiaditi e invecchiati. Ciò detto, la ragione originale per l'aggiunta di una tinta sbiadita ai disegni era che Kosemen voleva evitare che sembrassero «orribili caricature razziste».
All Tomorrows non è mai stato pubblicato fisicamente. L'opera è stata rilasciata gratuitamente online in formato PDF il 4 ottobre 2006 e da allora, secondo lo stesso Kosemen, «ha avuto vita propria in qualità di PDF fluttuante nei meandri dell'internet come una nave fantasma». Uno dei modi principali attraverso cui All Tomorrows è stato condiviso è un sito wiki dedicato allo speedrunning. I lettori hanno generalmente descritto All Tomorrows come "bizzarro", "inspiegabile", "interessante" e "affascinante", e come un'opera che incorpora in modo originale il body horror. Nel 2020, All Tomorrows è stato inserito tra le opere discusse nel libro Islam, Science Fiction and Extraterrestrial Life ad opera di Jörg Matthias Determann, nel quale l'autore esplora l'astrobiologia e la fantascienza nel mondo musulmano.
Durante un'intervista in un podcast nel 2021, Kosemen ha dichiarato che, sebbene il libro fosse diventato popolare, egli avesse nel tempo rinnegato la sua stessa creazione, in quanto trovava parti di essa «un po' cringey». Nel progettare il suo sito web, dove sono inclusi i suoi diversi libri e progetti, Kosemen ha infatti volutamente escluso All Tomorrows, perlomeno inizialmente. Dalla sua pubblicazione online nel lontano 2006, All Tomorrows ha tuttavia lentamente guadagnato popolarità online. Kosemen ha infatti sottolineato come la generazione a lui successiva «ha davvero fatto proprio» All Tomorrows, il che lui crede possa essere parzialmente dovuto alla «miriade di disastri» che sono accaduti nel mondo da allora. Il libro è divenuto specialmente popolare durante l'estate del 2021, particolarmente grazie ad un video pubblicato sul canale Youtube Alt Shift X, come riconosciuto da Kosemen stesso. In concomitanza con questa esplosione di popolarità, si è verificata una discreta diffusione di meme basati sul libro, prevalentemente condivisi su YouTube e Twitter.